# Nancy Voorhees
Nancy Van Voorhees (gift Barrett), född 4 januari 1906 i East Hampton, Long Island, New York; död 11 juni 1988 i New York, var en amerikansk friidrottare med hoppgrenar som huvudgren. Voorhees blev guldmedaljör vid den första damolympiaden 1922 och var en pionjär inom damidrott.

## Biografi
Voorhees föddes i East Hampton, Suffolk County, som barn till familjen James Ditmars Van Voorhees och dennes fru Louise Brown. Hon gick i skola vid Ethel Walker School i Simsbury, Hartford County, Connecticut. Under skoltiden var hon aktiv friidrottare och satte flera skolrekord.
Den 20 maj 1922 satte hon världsrekord i höjdhopp med 1,46 meter vid tävlingar i Simsbury, detta blev även det första officiella världsrekordet i höjdhopp för damer.
Voorhees deltog sedan i den första ordinarie damolympiaden den 20 augusti 1922 i Paris (där även systern Louisedeltog). Under idrottsspelen vann hon guldmedalj i höjdhopp (delat med Hilda Hatt) med 1,46 meter. Hon tävlade även i längdhopp.
1930 gifte hon sig med C. Redington Barrett och drog sig tillbaka från tävlingslivet. Voorhees dog 1988 i New York.